# ルドルフ1世 (ブルグント王)

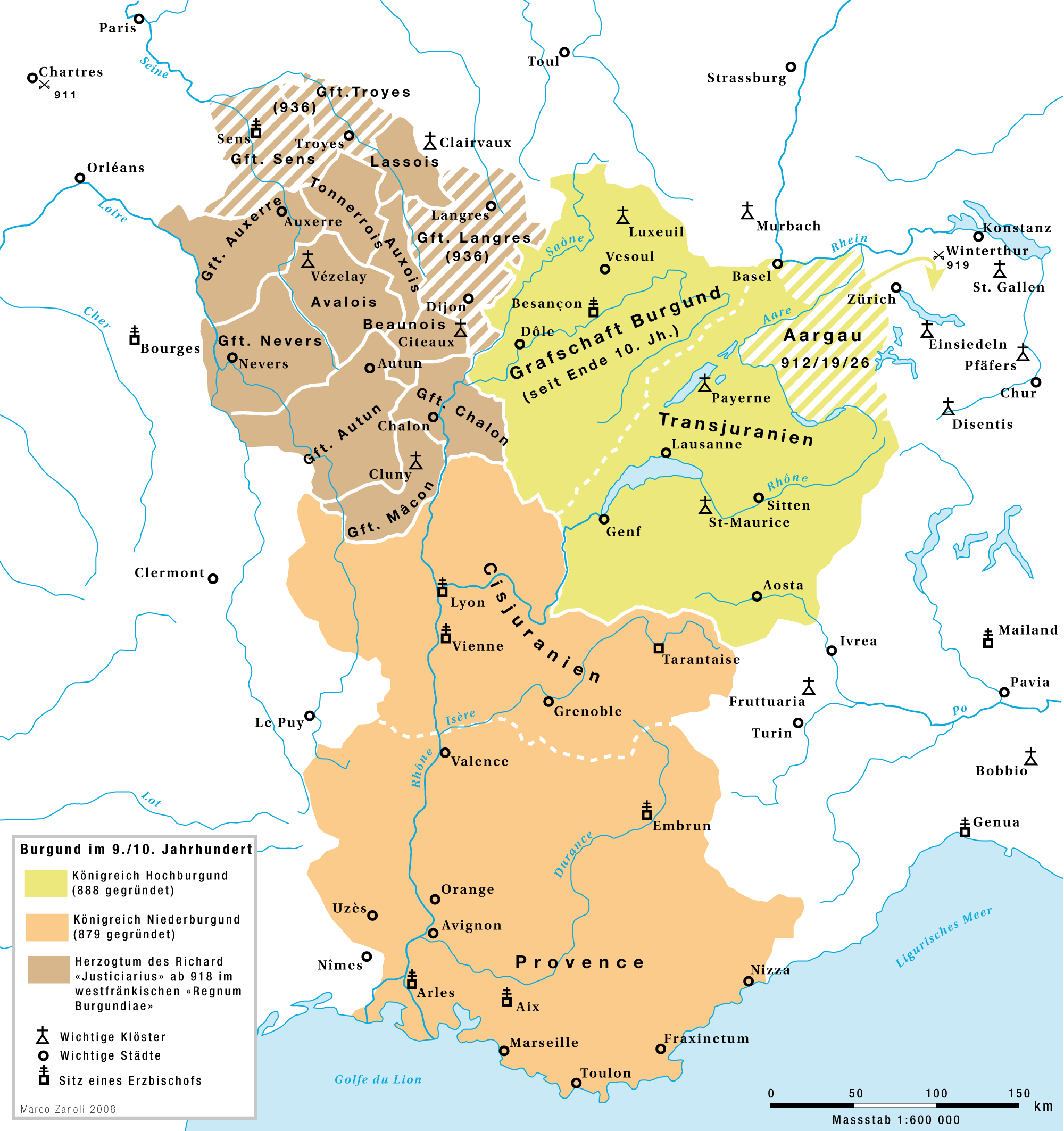
9/10世紀のブルグント王国

ルドルフ1世（Rudolf I., 859年 - 912年10月25日）は、ブルグント王（在位：888年 - 912年）。

## 生涯
ルドルフはブルグント系ヴェルフ家の出身で、オセール伯コンラート2世とヴァルドラーダ・フォン・ヴォルムスの息子である。父コンラートよりヴァレーのサン・モーリス世俗修道院長の地位を相続し、高ブルグント（現在の西スイスおよびフランシュ・コンテ）における最も有力な貴族であった。
フランク王カール3世が廃位され死去した後、高ブルグントの貴族および高位聖職者たちはサン・モーリスにおいて、ルドルフを王に推戴した。この推戴に基づいて、ルドルフはロタリンギア全域（現在のアルザス＝ロレーヌほぼ全域）を要求したが、東フランク王となったアルヌルフと争うこととなり、アルヌルフはルドルフに対し、ブルグント王として認める代わりにロタリンギアへの要求を放棄させた。しかし、ルドルフとアルヌルフの敵対関係は894年まで断続的に続いた。一方、近隣の諸侯であるボゾン家との関係は良好で、姉妹のアーデルハイトはブルゴーニュ公リシャール正義公と結婚し、娘のアーデルハイトはプロヴァンス王ルイ3世盲目王と、ウィラはトスカーナ辺境伯ボソと結婚した。
ルドルフ1世の死後ブルグント王位は息子のルドルフ2世が継いだ。ルドルフ1世の寡婦ウィラは912年にユーグ・ダルルと結婚した。

## 子女
プロヴァンス王ボソの娘ウィラと結婚した。
- ルドルフ2世（? - 937年） - ブルグント王
- ルートヴィヒ（885年 - 929年） - トゥールガウ伯
- アーデルハイト - プロヴァンス王ルイ3世盲目王と結婚
- ウィラ - トスカーナ辺境伯ボソと結婚
- ワルドラーダ - スポレート公ボニファーチョ1世と結婚、娘ウィラはトスカーナ辺境伯ウベルトと結婚
- ユーディト